# El Adjiba
El Adjiba ou Aâdjiva (em árabe: العجيبة) é uma cidade e comuna localizada na província de Bouira, Argélia. De acordo com o censo de 2008, a população total da cidade era de 12 486 habitantes.